# Acrida sulphuripennis
Acrida sulphuripennis är en insektsart som först beskrevs av Gerstaecker 1869.  Acrida sulphuripennis ingår i släktet Acrida och familjen gräshoppor. Inga underarter finns listade i Catalogue of Life.